# HC Pentagoon Kortessem
Maillots
Le HC Pentagoon Kortessem est un club belge de handball, situé à  Kortessem dans le Limbourg belge, le club possède deux équipes masculines dont une évoluant en Superliga, l'autre évolue quant à elle en Promotion Limbourg série A, le club compte également deux équipes féminines dont une évoluant Division 2, l'autre évolue actuellement en Liga.

## Histoire
Le Dames Handbal Club Overpelt a été fondé en 1978, il reçoit donc le matricule 349.
La section féminine évolue depuis 2013 en Division 2.

### Parcours
| Saison    | Division   | Classement | Coupe de Belgique |
| 2011-2012 | Liga       | ?          | ?                 |
| 2012-2013 | Liga       | 1          | ?                 |
| 2013-2014 | Division 2 | .          |                   |

## Palmarès

### Palmarès Dames
Le tableau suivant récapitule les performances du Handbal Club Pentagoon Kortessem dans les diverses compétitions belges et européennes.
| Compétitions internationales | Compétitions nationales          |
|                              | - Liga (1) - Premiers: 2012-2013 |

## Derby
- DHC Meeuwen
- United HC Tongeren
- Initia HC Hasselt
- Sporting Neerpelt-Lommel
- DHC Overpelt
- Achilles Bocholt

## Effectif actuel (2013-2014)

### Division 2
| N° | Nom                |
| -- | ------------------ |
| 7  | Ruth Hechtermans   |
| 14 | Jelle Stulens      |
| 15 | Greetje Swennen    |
| 16 | Anke Bruninx       |
| 3  | Kristien Creten    |
| 6  | Tessa Borrenberghs |
| 1  | Lotte Hex          |
| 8  | Laurence Evrard    |
| 13 | Mieke Boes         |
| 17 | Shawni Erkens      |
| 2  | Elke Nelissen      |
|    | Charline Blanjean  |
| 10 | Marie Blanjean     |
| 4  | Joshe Nelissen     |
| 17 | Katrien Knuts      |